# Hanns-Heinz Kasper
Hanns-Heinz Kasper (* 6. Mai 1925 in Annaberg; † 7. Mai 1999) war ein deutscher Kommunalpolitiker, Wirtschaftshistoriker und Museologe.

## Leben
Kasper besuchte das Realgymnasium in Annaberg und wurde nach Ablegung des Abiturs zur Wehrmacht eingezogen und nahm am Zweiten Weltkrieg teil. Bei Kampfhandlungen erhielt er Bein- und Armdurchschüsse und verlor das Gehör auf dem rechten Ohr.
Von 1952 bis 1955 war er in Wernsdorf Bürgermeister und von 1955 bis 1959 im benachbarten Pockau. Ab 1959 studierte er an der Karl-Marx-Universität in Leipzig. Seit 1963 arbeitete er als Assistent an der Bergakademie Freiberg. 1967 promovierte er an der Fakultät für Berufspädagogik und Kulturwissenschaft der Technischen Universität Dresden zum Dr. sc. Der Titel seiner Dissertation lautet Die Hilfe der Arbeiterklasse bei der sozialistischen Umgestaltung der Landwirtschaft in den Jahren 1952 bis 1955 dargestellt am Beispiel der Kreise des Zwickau-Ölsnitzer Steinkohlenreviers.
1974 verteidigte Hanns-Heinz Kasper an der Technischen Universität Dresden erfolgreich seine Dissertation B zum Thema Die Erdölgewinnung Deutschlands in der Zeit von 1933–1945. Später erwarb er zusätzlich noch die akademische Facultas Docendi.
Hanns-Heinz Kasper erhielt die Leitung des Historischen Kabinetts und der Clemens-Winkler-Gedenkstätte übertragen. Gleichzeitig war er von 1981 bis zur Auflösung Vorsitzender der Gesellschaft für Heimatgeschichte im Bezirk Karl-Marx-Stadt, wo er beispielsweise zahlreiche Veranstaltungen zu bekannten Persönlichkeiten der Region organisierte.
In seinen eigenen Forschungen widmete er sich speziell der jüngeren Wissenschaftsgeschichte und deren engen Verbindungen zum Montanwesen besonders des Erzgebirges. Dabei bewies er hohes Organisationstalent, dessen bestes Beispiel die Abhaltung der internationale wissenschaftliche Tagung ICOHTEC (International Committee for the History of Technology) in Freiberg vom 4. bis 8. September 1978 in Freiberg mit 76 Teilnehmer aus 14 Ländern war. In die Vorbereitungen zur 800-Jahr-Feier der Bergstadt Freiberg im Jahre 1986 war er unmittelbar einbezogen. Er war Mitherausgeber des Jubiläumsbandes Geschichte der Bergstadt Freiberg, an dem er auch als Autor mitwirkte. An dem im Tourist-Verlag in drei Auslagen bis 1992 erschienenen Stadtführer Freiberg war Hanns-Heinz Kasper ebenfalls beteiligt.
Im Mittelpunkt seiner Forschungen stand ab Anfang der 1970er Jahre die Saigerhütte Grünthal in Olbernhau-Grünthal, deren Geschichte er in einem zweibändigen Werk erstmals publizierte. Den dritten Band dieser Abhandlung, der die Geschichte der Saigerhütte als VEB Blechwalzwerk Olbernhau in den Jahren zwischen 1945 und 1992 behandelt, unvollendet. Er wurde erst 2010 im Verlag Gumnior in Chemnitz unter Beteiligung seines Sohnes Hans-Hendrik Kasper (1951–2011), des Olbernhauer Bürgermeisters Steffen Laub und des Saigerhüttenverein Olbernhau-Grünthal e. V. unter dem Titel Das Blechwalzwerk Olbernhau 1945-1990 als Band 3 der Reihe Geschichte der Metallurgie in der Stadt Olbernhau herausgegeben.
Hanns-Heinz Kasper starb einen Tag nach seinem 74. Geburtstag.
Sein wissenschaftlicher Nachlass wird heute als Bestand 40187 Nachlass Hanns-Heinz Kasper im Bergarchiv Freiberg verwaltet.

## Auszeichnungen
- Verdienter Aktivist

## Werke (Auswahl)
- Die Hilfe der Arbeiterklasse bei der sozialistischen Umgestaltung der Landwirtschaft in den Jahren 1952 bis 1955: Dargestellt am Beispiel der Kreise der Zwickau-Ölsnitzer Steinkohlenreviers. Diss., 1967
- Die Partei der Arbeiterklasse führte die werktätigen Bauern zum Sozialismus. In: Erzgebirge. 1976. Ein Jahrbuch für sozialistische Heimatkunde, 1976, S. 22–38.
- Das Erdöl in den Raubplänen des deutschen Faschismus in Vorbereitung und bei der Durchführung des Zweiten Weltkrieges. In: Jahrbuch für Wirtschaftsgeschichte 1976/III, S. 55
- H.-H. Kasper, W. Gläser, H. Neubauer, W. Neuber, L. Siegel: Olbernhau–Schwarzwassertal–Pockau–Lengefeld, 4. Aufl. 1984; 5. durchges. Aufl. 1986 (Tourist-Wanderheft)
- Hanns-Heinz Kasper, Eberhard Wächtler (Hrsg.): Geschichte der Bergstadt Freiberg. Böhlau, Weimar 1986, ISBN 3-7400-0051-1.
- Hanns-Heinz Kasper: Von der Saigerhütte zum Kupferhammer Grünthal 1537–1873. Aus der 450-jährigen Geschichte eines metallurgischen Betriebes in Olbernhau-Grünthal. Hrsg.: Saigerhüttenverein Olbernhau-Grünthal e. V. Druckerei Olbernhau, Olbernhau-Grünthal 1994.